# Мышкин, Андрей Александрович
Андрей Александрович Мышкин (30 октября 1899, Верный, Семиреченская область — 26 августа 1950, Волковыск, Гродненская область) — советский военный деятель, генерал-майор (20 декабря 1942 года).

## Биография
Родился 30 октября 1899 года в городе Верный Семиреченской области.

### Гражданская война
В феврале 1918 года в городе Верный вступил в красногвардейский отряд под командованием Михаила Бабкина. В мае в составе отряда Махонина отправился на север, где влился в партизанский отряд под командованием Петренко, после чего принимал участие в боевых действиях против белогвардейских частей на территории Копальского и Лепсинского уездов (Семиреченская область). С уходом отряда Петренко Мышкин остался в Талды-Кургане.
В январе 1919 года призван в ряды РККА и направлен красноармейцем в 6-й Туркестанский стрелковый полк, после чего принимал участие в боевых действиях против войск под командованием А. В. Колчака и Б. В. Анненкова. В августе А. А. Мышкин был переведён красноармейцем в запасной (караульный) стрелковый батальон.
В начале 1920 года направлен на учёбу на дислоцированные в Ташкенте Полторацкие командные пехотные курсы, в составе которых в период с августа по сентябрь участвовал в боевых действиях против войск под командованием эмира Бухарского Сеида Алим-хана.

### Межвоенное время
После окончания курсов в мае 1921 года назначен на должность командира взвода полковой школы в составе 6-го Туркестанского стрелкового полка, в августе того же года — на должность командира взвода в дивизионной школе младшего комсостава в 1-й Туркестанской стрелковой дивизии, а в феврале 1922 года — на эту же должность в учебной школе младшего начсостава в 4-й Туркестанской стрелковой бригаде. В июле того же года в результате преобразования бригады в 4-ю Туркестанскую стрелковую дивизию А. А. Мышкин оставлен в дивизионной школе, в составе которой служил на должностях командира взвода и роты.
В октябре 1924 года назначен на должность начальника полковой школы в составе 12-го Туркестанского стрелкового полка в составе 4-й Туркестанской стрелковой дивизии, после чего принимал участие в ликвидации басмачества на территории Туркестана. В сентябре 1925 года направлен на учёбу на курсы «Выстрел», после окончания которых в ноябре 1926 года вернулся на прежнюю должность. Весной 1928 года дивизия была передислоцирована в район г. Детское Село (Ленинградский военный округ), где в мае того же года Мышкин назначен на должность командира батальона, а в апреле 1931 года — на должность начальника штаба полка, дислоцировавшегося в Детском Селе и Кингисеппе.
В апреле 1932 года назначен на должность начальника штаба 8-го стрелкового полка ОКДВА, дислоцированного в селе Ивановка (Амурская область). В январе 1937 года повторно направлен на учёбу на курсы «Выстрел», после окончания которых в августе того же года назначен на должность командира 207-го стрелкового полка (69-я стрелковая дивизия), дислоцированного в селе Тамбовка (Тамбовский район, Амурская область), а в июне 1938 года — на должность коменданта Гродековского укреплённого района в составе 1-й Отдельной Краснознамённой армии.

### Великая Отечественная война
С началом войны находился на прежней должности.
27 ноября 1941 года полковник А. А. Мышкин назначен на должность старшего помощника инспектора по запасным частям Дальневосточного фронта, а 18 декабря — на должность заместителя командира Особого Стрелкового корпуса. Летом 1942 года находился на полуострове Камчатка с целью переформирования частей, а в конце того же года переведён на остров Сахалин, где в первой половине 1943 года командовал Сахалинской группой войск.
10 мая 1943 года назначен на должность заместителя командира 17-го стрелкового корпуса (25-я армия), а в июне — на должность коменданта 4-го укреплённого района.
В октябре 1944 года генерал-майор А. А. Мышкин направлен в распоряжение Главное управление кадров НКО, затем переведён в распоряжение Военного совета 3-го Белорусского фронта, где 3 декабря назначен на должность заместителя командира 45-го стрелкового корпуса, а 29 января 1945 года — на должность командира 20-й стрелковой дивизии, которая принимала участие в боевых действиях в ходе Восточно-Прусской наступательной операции. 27 марта дивизия была передана в состав 1-го Украинского фронта и вскоре приняла участие в ходе Берлинской и Пражской наступательных операциях.

### Послевоенная карьера
После окончания войны находился на прежней должности.
Генерал-майор Андрей Александрович Мышкин с 13 января 1946 года находился на лечении по болезни в сочинском госпитале. 8 мая того же года уволен в отставку по болезни. Умер 26 августа 1950 года в Волковыске. Похоронен на Центральном кладбище Алма-Аты.

## Награды
- Орден Ленина (21.02.1945);
- Орден Красного Знамени (03.11.1944);
- Орден Суворова 2 степени (29.05.1945);
- Орден Кутузова 2 степени (29.06.1945);
- Орден Красной Звезды (22.02.1941);
- Медали.